# Bileća
Bileća (v srbské cyrilici Билећа) je město v Bosně a Hercegovině, má 13 257 obyvatel. Nachází se v jihovýchodní části země, u hranice s Chorvatskem a Černou Horou. Administrativně je součástí Republiky srbské.

## Poloha
Bileća se nachází ve východní Hercegovině, v nadmořské výšce 476 metrů. Městem prochází rozhraní mezi středomořským a vnitrozemským podnebím. Krajina v okolí Bileći je značně zvlněná a kromě jednotlivých kopců ji tvoří i krasová pole: Dabarsko polje, Fatničko polje, Plansko polje a Bilećko polje. Jižně od města se nachází pramen řeky Trebišnjica a Bilećské jezero, které vzniklo roku 1966 jako součást vodní elektrárny.

## Historie

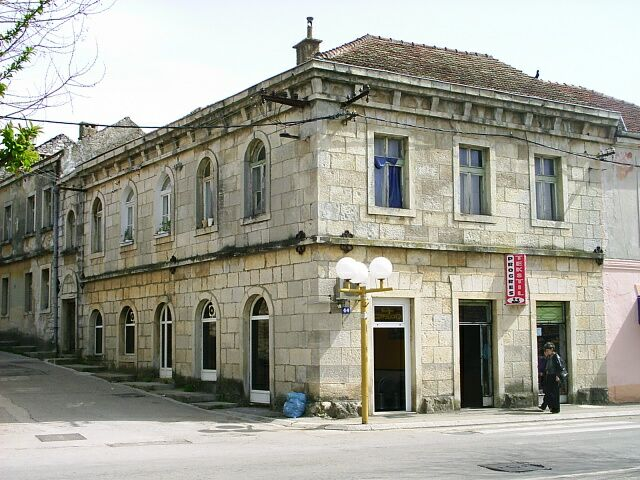
Měšťanský dům z doby Rakousko-Uherska.

Poprvé je stálé osídlení na území současného města připomínáno z dubrovnických dokumentů z roku 1286, kde je zmiňováno pod názvem Bilechia. Ve 14. a 15. století bylo město významnou křižovatkou obchodních středověkých cest, které směřovaly z území Dubrovnické republiky do Turecka. Je dochován historický dokument datovaný k 8. září 1388, dle něhož armáda Vlatka Vukoviće porazila na poli u Bileći rozhodným úderem turecké vojsko pod velením Šahina-paši. V období od 13. do 16. století vznikl v okolí města Bileća značný počet tzv. stećků, z nichž nejtěžší z nich váží 5 tun.
V roce 1466 město dobyli nakonec Turci. Hercegovina však byla místem častých povstání proti osmanským správcům. Až rozhodnutím z Berlínského kongresu město připadlo Rakousko-Uhersku. Následně zde začal rozvoj infrastruktury. V roce 1880 byla v Bileći otevřena první škola.
Roku 1940 vznikl na území města tábor, kde byly internovány osoby, které nesouhlasily s vládou fašistického Chorvatska.

## Ekonomika
Obyvatelstvo se živí především zemědělstvím; chovem dobytka, lovem ryb v nedalekém Bilećském jezeře a obhospodařováním lesů. Průmysl je zanedbatelný díky nerozvinuté infrastruktuře.

## Doprava
Městem prochází jediná hlavní silnice severo-jižním směrem, a to z Gacka do Trebinje. Do roku 1965 mělo město i železniční spojení po úzkorozchodné trati. S výstavbou přehrady a rozvojem automobilové dopravy však bylo zrušeno.

## Obyvatelstvo
| rok  | celkem | Srbové           | Bosňáci         | Chorvati    | Jugoslávci   | ostatní      |
| ---- | ------ | ---------------- | --------------- | ----------- | ------------ | ------------ |
| 1971 | 13 444 | 10 880 (80,92 %) | 2 079 (15,46 %) | 82 (0,60 %) | 69 (0,51 %)  | 334 (2,51 %) |
| 1981 | 13 199 | 10 190 (77,20 %) | 1 803 (13,66 %) | 44 (0,33 %) | 727 (5,50 %) | 435 (3,29 %) |
| 1991 | 13 284 | 10 628 (80,00 %) | 1 947 (14,65 %) | 39 (0,29 %) | 222 (1,67 %) | 448 (3,37 %) |

## Osobnosti
- Safet Isović, zpěvák
- Beba Selimović, zpěvák
- Fadil Hadžić, režisér
- Jevto Dedijer, spisovatel
- Nenad Mišanović, basketbalista
- Ervin Eleskovic, tenista
- Tijana Bošković, volejbalista
- Karl Malden, herec